# Dichotomius triangulariceps
Dichotomius triangulariceps là một loài bọ cánh cứng trong họ Bọ hung (Scarabaeidae).